# Cascade (Idaho)
Cascade é uma cidade localizada no estado americano de Idaho, no Condado de Valley.

## Demografia
Segundo o censo americano de 2000, a sua população era de 997 habitantes.
Em 2006, foi estimada uma população de 1016, um aumento de 19 (1.9%).

## Geografia
De acordo com o United States Census Bureau tem uma área de
10,9 km², dos quais 9,4 km² cobertos por terra e 1,5 km² cobertos por água. Cascade localiza-se a aproximadamente 1451 m acima do nível do mar.

## Localidades na vizinhança
O diagrama seguinte representa as localidades num raio de 52 km ao redor de Cascade.